# الإسلام ومشكلة إسرائيل
الإسلام ومشكلة إسرائيل هو كتاب من تأليف إسماعيل راجي الفاروقي، نشره لأول مرة المجلس الإسلامي في أوروبا عام 1980. يتناول الكتاب القضايا التاريخية والمعاصرة المحيطة بإسرائيل من منظور إسلامي.

## خلفية
كتب إسماعيل الفاروقي، الفيلسوف والباحث الفلسطيني الأمريكي، هذا الكتاب لاستكشاف القضايا المعقدة الناجمة عن قيام إسرائيل وتأثيرها على العالم الإسلامي. كان الفاروقي، المعروف بعمله في الدراسات الإسلامية، يهدف إلى تقديم تحليل شامل للصهيونية وتداعياتها.

## محتويات الكتاب
ينقسم الكتاب إلى عدة فصول، يركز كل منها على جوانب مختلفة من المشكلة. تتضمن الفصول الرئيسية ما يلي:

### الفصل الأول: الطبيعة الثلاثية للمشكلة
يناقش الفاروقي كيف أن قضية إسرائيل تشمل ثلاثة أطراف رئيسية: العالم الإسلامي، والمسيحية الغربية، واليهود. ويشير إلى أن المشكلة لا يمكن النظر إليها باعتبارها مجرد استعمار حديث أو تكرار للحروب الصليبية، بل باعتبارها وضعاً فريداً ومعقداً.

### الفصل الثاني: لمحة عن التاريخ اليهودي في الغرب المسيحي
يقدم هذا الفصل نظرة عامة على التاريخ اليهودي في الغرب المسيحي قبل التحرر. يتناول الفاروقي إعادة تفسير المسيحيين للتاريخ اليهودي، وخاصة كيف أثرت قصة صلب المسيح على العلاقات المسيحية اليهودية.

### الفصل الثالث: التحرير وتداعياته
يتناول الفاروقي فترة تحرر اليهود والتحديات التي واجهها اليهود في أوروبا. ويسلط الضوء على التوتر بين الاستيعاب والحفاظ على الهوية اليهودية، ويناقش المعضلات التي نشأت عن هذه الضغوط المتضاربة.

### الفصل الرابع: الانتكاسة الرومانسية لأوروبا
يناقش هذا الفصل عودة الرومانسية إلى أوروبا وتأثيرها على الفكر والهوية اليهودية. يوضح الفاروقي كيف ساهمت الرومانسية الأوروبية في تطوير الصهيونية وأثرت على المثقفين اليهود.

### الفصل الخامس: الصهيونية: نصيحة اليأس لليهودي الأوروبي
يتناول الفاروقي أصول ودوافع الصهيونية، ويصفها بأنها استجابة للمعضلات الوجودية التي يواجهها اليهود الأوروبيون. وهو يصور الصهيونية كحركة ولدت من اليأس والرغبة في الأمن.

### الفصل السادس: العالمية اليهودية والمركزية العرقية
يقارن هذا الفصل بين التيارات اليهودية العالمية والمركزية العرقية، ويناقش كيف أثرت هذه وجهات النظر المختلفة على الفكر اليهودي والأيديولوجية الصهيونية.

### الفصل السابع: الصهيونية كدين
يستكشف الفاروقي الجوانب الدينية للصهيونية، ويوضح كيف تم تشكيلها من قبل الرومانسية الأوروبية والعلمانية. ويناقش كيف تعمل الصهيونية على إعادة تفسير التقاليد والهوية اليهودية.

### الفصل الثامن: الصهيونية كسياسة
يتناول الفاروقي الاستراتيجيات السياسية للصهيونية قبل وبعد الحرب العالمية الأولى. ويناقش وعد بلفور، والانتداب البريطاني في فلسطين، والتكتيكات المختلفة التي استخدمها الصهاينة للاستحواذ على الأرض وإقامة دولة يهودية.

### الفصل التاسع: الإسلام واليهودية
يستكشف هذا الفصل العلاقات التاريخية واللاهوتية بين الإسلام واليهودية. يناقش الفاروقي النقد الإسلامي للممارسات اليهودية والتفاعلات التاريخية بين المسلمين واليهود.

### الفصل العاشر: الإسلام والصهيونية
يختتم الفاروقي كتابه بتقديم وجهة نظر إسلامية حول الصهيونية، ويناقش الظلم الذي ترتكبه ضد اليهود وغير اليهود على حد سواء. ويقترح حلولاً لحل الصراع، بما في ذلك مفهوم إزالة الصهيونية.

## المواضيع
الموضوع الرئيسي الذي يتناوله الفاروقي هو نقد الصهيونية من منظور إسلامي. ويرى أن الصهيونية ليست مجرد حركة سياسية، بل لها أيضًا آثار دينية وثقافية كبيرة. يتناول الكتاب الجذور التاريخية للصهيونية وتطورها وآثارها على اليهود والفلسطينيين على حد سواء. ويستكشف الفاروقي أيضًا الاختلافات اللاهوتية بين الإسلام واليهودية وكيف تأثرت هذه الاختلافات بالصراع. ويتناول الكتاب كيف أثرت حركة التنوير والحركات الرومانسية في أوروبا على استيعاب اليهود وهويتهم، مما ساهم في صعود الصهيونية. يتناول الفاروقي كيفية تشابك المصالح الاستعمارية والجيوسياسية الغربية مع تطور الصهيونية، مع التركيز بشكل خاص على السيطرة على النفط والنفوذ العسكري. يقدم فحص الكتاب لمفاهيم "دولة الله" والقومية الرومانسية رؤى فريدة حول كيفية تشكيل الصهيونية وتكيفها مع الفكر الأوروبي المعاصر.

## الانتقادات
كان للكتاب تأثير كبير في الأوساط العلمية الإسلامية وبين المهتمين بالسياسة في الشرق الأوسط. وقد حظي الكتاب بالثناء لتحليله المتعمق ونهجه الشامل لقضية معقدة. ومع ذلك، فقد واجهت أيضًا انتقادات من أولئك الذين يعتبرونها متحيزة ضد الصهيونية ودولة إسرائيل.

## النشر
تم نشر كتاب الإسلام ومشكلة إسرائيل لأول مرة في عام 1980 من قبل المجلس الإسلامي في أوروبا. نُشرت طبعة لاحقة في عام 2003 بواسطة The Other Press في كوالالمبور، ماليزيا.